# Gabarrero
La palabra gabarrero se puede considerar autóctona y casi exclusiva de la Sierra del Guadarrama (centro de la península ibérica). Se refiere a la persona que saca leña del monte a lomos de caballerías y la transporta para venderla. Este oficio, tan singular y a la vez tan duro, ha proporcionado el sustento a muchas familias durante épocas difíciles.

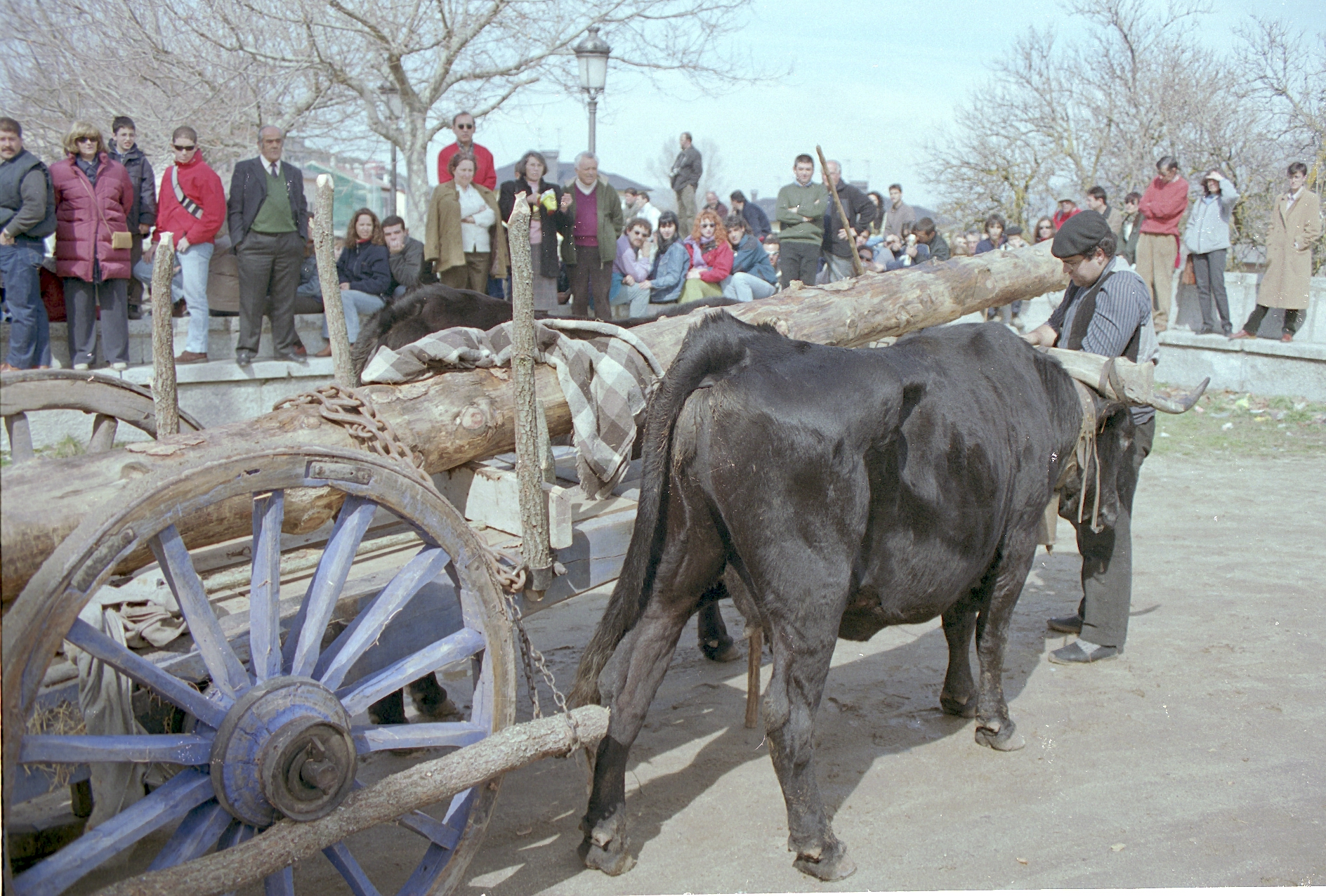
Gabarrero transportando el tronco de un pino

Actualmente, en el municipio segoviano de El Espinar se celebra en el mes de marzo la Fiesta de los Gabarreros como homenaje a esos duros hombres que trabajaban en el monte de sol a sol.
La jornada de los gabarreros comenzaba pronto, en torno a las siete u ocho de la mañana, dependiendo de la época del año. Siempre procuraban alimento a sus cabalgaduras, pues estas eran sus más fieles compañeros. Camino del monte iban agrupándose a la salida del pueblo. Luego, ya en el monte, cada uno buscaba su camino y sus rutas predilectas. Procuraban cargar la mayor cantidad de leña posible a los lomos de sus caballos. A mediodía, la obligada parada para el almuerzo, preparado por la mujer y consistente en tortilla, huevos fritos, torreznos, pan, etc., reconfortaba al gabarrero. El día se alargaba hasta bien entrado el atardecer cuando sobre las seis o las siete de la tarde los gabarreros volvían a encontrarse de camino a casa. El camino de vuelta se hacía entre bromas y alguna canción como la siguiente:

“Señora pelofino,

si compra leña
cómpremela usted a mí

que la traigo buena”

Con el paso de los años, los gabarreros aprendieron a transportar y colocar la leña de las más ingeniosas maneras, mientras alegraban su trabajo con bellas coplas y jotas castellanas y creaban su propio vocabulario lleno de bellas palabras y sonoros topónimos. Y además, alcanzaron tal destreza y fuerza con el hacha que muchos de ellos destacaron como magníficos hacheros, ganando muchos campeonatos nacionales. Actualmente, los pocos gabarreros que aún perviven en la zona han pasado de ser una típica estampa romántica del pueblo a convertir la gabarrería en toda una seña de entidad de El Espinar.